# Romániai magyar nemzetiség (könyv)
A Romániai magyar nemzetiség a Kriterion Könyvkiadó gondozásában 1981-ben magyarul (5000 példányban) és román fordításban (3000 példányban) megjelent tanulmánykötet, Koppándi Sándor, a Román Kommunista Párt Központi Bizottsága Propaganda Osztályának akkori aktivistája szerkesztésében.

## Története
A belső címlapon olvasható szöveg szerint a kötet anyagának összeállításában a Politikai Tudományok és a Nemzetiségi Kérdés Tanulmányozásának Intézete és a Romániai Magyar Nemzetiségű Dolgozók Tanácsa is részt vett. Az aláíratlan Előszó szerint a kötet célja, hogy "... szintézis-tanulmányok révén összképet adjunk a romániai magyarság létének alapvető mozzanatairól, gyarapítva az olyan kiadványok számát, amelyek nemzetiségünk megismerését és önismeretét célozzák". Alább pedig: "Ezek a tanulmányok reméljük kiegészítik az olvasók ismereteit a romániai magyar nemzetiség politikai, gazdasági, társadalmi helyzetéről és történelmi múltjáról. Ugyanakkor adatok és tények fényében körvonalazzák a magyar nemzetiségű dolgozók szellemi életét, hozzájárulását a tudomány, a kultúra fejlesztéséhez, s vázolják a szépirodalom, a színház, a zene és képzőművészet terén elért eredményeket."
A politikai frazeológiát kerülő megfogalmazás a kötetben közölt, többnyire tárgyszerű, az egyes ágazatokban elért eredményeket felsorakoztató tanulmányok egy részére is jellemző, azokra elsősorban, amelyek egy-egy tudomány- vagy művészeti ág eredményeinek összképét rajzolják meg: így Vincze Mária és Szabó T. E. Attila a természettudományos irodalom, Spielmann József az orvostudomány és gyógyszerészet, Balázs Sándor és Bodor András a társadalomtudományi gondolkodás, Péntek János a nyelvtudományi kutatások, dr. Kós Károly a néprajz, Faragó József a folklór, Kovács János a tömegművelődés, Székely Zoltán a múzeumok, Jakó Zsigmond Pál a könyvtárak, Szász Béla a könyvkiadás, Gálfalvi Zsolt a romániai magyar irodalom, Balogh Edgár a közírás, Szász János és Bodor Pál a sajtó, Veress Dániel a hivatásos színjátszás, László Ferenc a zenei, Banner Zoltán a képzőművészeti élet egészéről készített áttekintést.
A kötet anyagának másik részét olyan tanulmányok teszik ki, amelyek a téma történelmi-politikai betájolását hivatottak elvégezni, illetve a könyvet a pártpropaganda akkori irányvonalába beállítani. Koppándi Sándor, a könyv szerkesztője és Lőrinczi László, a Párttörténeti Intézet nemzetiségkutató munkaközösségének akkori irányítója A nemzetiségi kérdés megoldása című közös tanulmányukban idézik is a kommunista párt XI. kongresszusának határozatából azt a részt, mely szerint: "Pártunk szüntelen őrködni fog a marxizmus-leninizmus nemzetiségi kérdéssel kapcsolatos elveinek az életben való rendíthetetlen alkalmazása, a teljes jogegyenlőség betartása felett, azoknak a feltételeknek a megteremtése felett, amelyeknek biztosítaniuk kell nemzetiségi különbség nélkül minden állampolgár tevékeny részvételét szocialista hazánk sorsának irányításában" s hozzáteszik: "Ez a lelkesítő perspektíva készteti arra a nemzetiségeket, hogy a román néppel együtt egyre nagyobb mértékben részt vegyenek a jövőteremtő munkában, ez emeli egyre magasabb szintre a román nemzet és az együttlakó nemzetiségek szilárd egységét és testvériségét" (i. m. 28).
A kötetben Demény Lajos, Bányai László, Damian Hurezeanu és Constantin Vlad egy-egy tanulmányban Románia és benne a magyar kisebbség múltjának egyes szakaszait tekinti át; Fazekas János pedig A román nép és az együttlakó nemzetiségek egysége és testvérisége a mai Románia haladásának hajtóereje címmel járul hozzá a kötetben foglaltak politikai betájolásához. Debreczi Árpád, az Oktatásügyi Minisztérium osztályvezetője az anyanyelvű oktatást mutatja be természetesen a hivatalos adatok tükrében , míg Nagy Ferdinánd, Kovászna megye akkori párt-elsőtitkára a megye gazdasági helyzetét 1977-es állapotában.
Nagy Ferdinánd írása, valamint az 1977-ben elhunyt Mikó Imre 1976-ban közölt Beszélgetések az egyházakról című interjúsorozata a magyar egyházak püspökeivel: Márton Áronnal, D. Nagy Gyulával, dr. Papp Lászlóval, dr. Kovács Lajossal és Szedressy Pállal jelzi, hogy a kötet igen hosszú idő alatt készült, s megjelenését, valamint tárgyszerű hangvételű dolgozatainak elfogadását a cenzúra és a pártellenőrzés részéről egy viszonylag kedvező politikai konjunktúra tette lehetővé.
Nem sokkal a kötet megjelenése után azonban a pártpropaganda elindította azoknak a valóságot primitíven és durván meghamisító kiadványoknak a sorozatát, amelyeket majd a világnyelveken is megjelentet, s amelyek részei a Ceauşescu-rendszer egyre nyilvánvalóbbá és közismertebbé váló kisebbségellenes politikájának.